# Комадина, Златко
 Златко Комадина  (хорв. Zlatko Komadina; 24 октября 1958, Любляна, Словения) — хорватский политик, министр морских дел, транспорта и инфраструктуры Хорватии, заместитель Председателя Социал-демократической партии Хорватии, жупан (župan) Приморско-Горанской жупании.

## Биография
Окончил технический факультет Риецкого университета. С 1997 по 2001 год был депутатом Палаты жупаний тогдашнего двухпалатного Сабора, с 2001 года руководит Приморско-Горанськой жупанией, с 2004 года вице-председатель СДПХ, а с 23 декабря 2011 года возглавил Министерство морских дел, транспорта и инфраструктуры в правительстве Хорватии.